# تشارلي رايت (لاعب كريكت)
تشارلي رايت (4 أبريل 1895 في المملكة المتحدة - 26 مايو 1959) (بالإنجليزية: Charlie Wright)‏ هو لاعب كريكت بريطاني (وحمل سابقاً جنسية المملكة المتحدة لبريطانيا العظمى وأيرلندا).

## وصلات خارجية
- تشارلي رايت على موقع إي آس بي آن كريك إنفو (الإنجليزية)